# Petr Čermáček
Petr Čermáček, vlastním jménem Petr Čermák (* 20. června 1972, Choceň) je český básník a výtvarník. Patří do okruhu autorů časopisu Weles. V letech 2005–2011 byl jeho redaktorem, v letech pak 2011–2014 šéfredaktorem. Publikoval též v časopisech Psí víno, A2, Host do domu, Literární noviny, Souvislosti, Magazín Uni, Kontexty, Rozrazil, Kavárna A.F.F.A aj. Texty mu vyšly i ve slovinském časopise Apokalipsa a v polském časopise Arkadia.
V letech 2008 a 2012 byl nominován na Drážďanskou cenu lyriky. V roce 2011 ho Česká televize zařadila do seriálu Česko jedna báseň. Autoři Panoramatu české literatury po roce 1989 jeho poezii charakterizovali slovy: „V raných sbírkách se jeho pohled upínal k horizontům a přesahům vezdejšího světa, měl blízko ke spirituální poezii. V další své tvorbě často ohledával prostory každodennosti, rozkrýval historii všedních obrazů i událostí, zachycoval obyčejné věci a odhaloval jejich skryté významy.“
Vystudoval Vysokou školu zemědělskou v Brně (dnes Zemědělská a lesnická fakulta Mendelovy univerzity). Na univerzitě pracuje dodnes jako docent a žije v Brně.